# Johann Rudolph Glauber

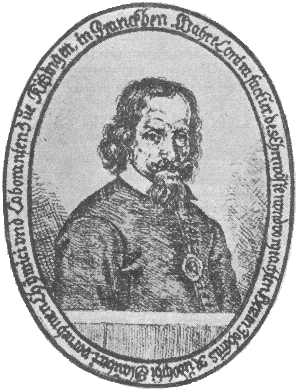
Johann Rudolph Glauber

Johann Rudolph Glauber (* 10. März 1604 in Karlstadt; † 16. März 1670 in Amsterdam) war ein deutscher Apotheker, der viele neue technische Verfahren zur Chemikalienherstellung (Gewinnung von Salpetersäure, Schwefelsäure, Salzsäure, Natriumsulfat (Glaubersalz)) entwickelte und als ein Begründer der frühen Chemieindustrie gilt.

## Leben
Johann Rudolph Glauber wurde am 10. März 1604 im fränkischen Karlstadt am Main als Sohn eines Barbiers geboren. Seine Lebensbahn begann in einer unsicheren und kriegerischen Zeit. Er stammte aus einer kinderreichen Familie. Sein Vater starb 1629, seine Mutter 1632 oder 1633. In seiner Geburtsstadt besuchte er möglicherweise die Lateinschule und absolvierte eine Lehre als Apotheker. Als Einundzwanzigjähriger arbeitete er als Spiegelmacher, erkrankte an Typhus und wurde durch Quellwasser wieder gesund. Aufgrund dieser einschneidenden Lebenserfahrung beschloss er, die medizinische Heilkunst zum Wohle anderer Menschen zu erlernen.
Er lebte und arbeitete unter anderem in Wien (1625), Salzburg, Gießen, Wertheim (1649–1651), Kitzingen (1651–1655), Basel, Paris, Frankfurt am Main, Köln und Amsterdam (1640–1644, 1646–1649 und ab 1656). 1644 übernahm Glauber die fürstliche Hofapotheke in Gießen. Dann zog er nach Bonn und 1646 nach Amsterdam.
Nach dem Westfälischen Frieden zog er im Jahr 1648 nach Frankfurt a. M. In Wertheim und Kitzingen richtete er Laboratorien ein und trieb Handel mit Weinprodukten. Er erhielt vom Kurfürsten ein Privileg zur Weinessigherstellung und versuchte Heilpräparate zu verkaufen.
Er verfasste eine große Zahl von Schriften und ca. 40 Bücher.
Nach Streitereien verließ er 1654 Kitzingen und zog wieder nach Amsterdam. Dort hatte Glauber ein großes Labor mit sechs Mitarbeitern und einen Garten, in dem er verschiedene Mineraldünger untersuchte.
Im Laufe seines Lebens trennte sich Glauber von seiner ersten Ehefrau, weil sie ihm untreu gewesen war. Mit seiner zweiten Frau Helena Cornelius, die er 1641 heiratete, hatte er acht Kinder. Zu diesen gehörten die Maler Johannes, Jan Gottlieb und Diana Glauber. Im Jahre 1656 ließ er sich endgültig in Amsterdam nieder.
Glauber schrieb seine Bücher in deutscher Sprache mit lateinischem Titel.
Ich gestehe gern / dass ich niemahlen auf Hohen Schulen gewesen / auch niemahlen begert …  Reuet mich also gantz nicht /  dass ich von Jugentt auff die Hand in die Kohlen gestecket /  und dardurch verborgen Heimblichkeiten der Natur erfahren …
Bereits seit langem (1660) litt Glauber an einer heimtückischen Krankheit, bei der es sich wohl um eine Vergiftung infolge seiner Experimente handelte, vermutlich mit Arsen oder Quecksilber. Letztendlich musste der durch seine Krankheit zeitweilig gelähmte und erblindete Chemiker 1668 die Einrichtung seines Laboratoriums und Teile seiner Bibliothek verkaufen, um seiner Familie das Überleben zu sichern. Seit 1666 war Glauber bettlägerig und starb am 16. März 1670 in Amsterdam. In der Westerkerk von Amsterdam, seiner letzten Ruhestätte, erinnert eine Gedenktafel an sein Leben und Wirken.
In Karlstadt, Kitzingen, Keltern, Eußenheim und Berlin sind Straßen nach ihm benannt, ebenso der Mondkrater Glauber.

## Werk
Bedeutsame Erkenntnisse im Bereich der Chemie beschrieb Glauber im fünfbändigen Werk Furni novi philosophici, Amsterdam 1648–1650.
Wichtige Verfahren, die er entwickelt hatte, hielt er jedoch geheim und verkaufte sie nur gegen eine Vergütung an andere Nutzer.
Glauber stellte Schwefelsäure (vermutlich damals ca. 78%ig) und Schweflige Säure aus Eisensulfat, Zinksulfat, Alaun und glühenden Holzkohlen durch trockene, fraktionierte Destillation (die nur schwer destillierbare Schwefelsäure konnte von der leicht flüchtigen Schwefligen Säure – die als Schwefeldioxid und Wasser (Spiritus volatilis vitroli) übergeht – abgetrennt werden) dar, und erkannte die Gleichheit der damals noch nicht völlig geklärten destillierenden Stoffe. Durch das Verbrennen von Schwefel mit Luft erhielt Glauber vorzugsweise Schwefeldioxid, das jedoch erst im Jahr 1775 von Joseph Priestley aufgrund der Molekülmasse als eine Gasart bestimmt wurde.
Die Salzsäure (Spiritus Salis) ist erstmals von Glauber in größeren Mengen dargestellt worden. Er stellte die Salzsäure (vermutlich damals ca. 25%ig) aus Kochsalz oder Kochsalz und etwas Alaun durch starkes Erhitzen in glühenden Holzkohlen her. Glauber konnte auch Chlorwasserstoff und rauchende Salzsäure darstellen, die rauchende Salzsäure wurde bis ins 19. Jahrhundert als Spiritus salis fumans Glauberi bezeichnet.
Glauber fand auch eine verbesserte Herstellungsmethode für die konzentrierte Salpetersäure, wobei er von konzentrierter Schwefelsäure und Kaliumnitrat (Salpeter) ausging. Er beschrieb die Gewichtsverhältnisse (2 Gewichtsteile Salpeter, 1 Teil Oleum) der beiden Stoffe, bei der ein sehr hoher Umsatz erfolgte. Er synthetisierte Natriumsulfat (das nach ihm benannte Glaubersalz) um 1625 aus Natriumchlorid (Kochsalz) und Schwefelsäure. Glauber selbst nannte das von ihm entdeckte Salz auch ‚Sal mirabilis‘ und ‚Mirabili‘ und kannte dessen Verwendung als Abführmittel. Heute wird Natriumsulfat als Streckmittel in Waschmitteln, bei der Gewinnung von Papier und Zellstoff, bei der Glasherstellung sowie zur Herstellung von Ultramarinblau und Natriumsulfid verwendet. Wasserfreies Natriumsulfat dient im Labor zum Trocknen von organischen Lösungsmitteln.
Er stellte auch Ammoniumsulfat, Eisensulfat, Kupfersulfat, Ammoniumnitrat, Eisenchlorid, Goldchlorid, Zinkchlorid, Zinnchlorid, Kupferchlorid und Arsenchlorid aus den Metallen und den entsprechenden Säuren dar. Nach seiner Meinung bestanden Salze aus einem sauren und einem alkalischen Anteil, und er ordnete die Metalle nach ihrem Auflösungsverhalten in Mineralsäuren. Glauber entwickelte als Erster die Idee, dass Reaktionsfähigkeit von chemischen Verwandtschaftsverhältnissen abhängt.
In der Organischen Chemie untersuchte er Gärprozesse, woraus er zeitweise einen großen Teil seines Einkommens erzielen konnte. Er isolierte Traubenzucker aus Honig, Rosinen und Most und gewann Essig aus Holz. Durch die Einwirkung von Schwefelsäure oder Salpetersäure auf Pflanzen konnte Glauber vermutlich erstmals Alkaloide (Morphin, Brucin, Strychnin) gewinnen. Die Stoffe konnte er als weißes Pulver isolieren. Die chemischen Elemente und die Elementaranalyse waren jedoch in jener Zeit noch unbekannt, so dass nur die Arbeitsbeschreibungen von Glauber Hinweise auf mögliche Stoffe geben können. Die Entdeckung der Natur der Alkaloide und deren erste Isolierung (im Fall von Morphin) wird im Allgemeinen Friedrich Sertürner Anfang des 19. Jahrhunderts zugeschrieben.
Durch fraktionierte Destillation von Salzen der Essigsäure erhielt Glauber wohl auch Aceton (aus Zinkacetat) und Acrolein. Aus der Destillation von Steinkohle gewann er möglicherweise Benzol und Phenol. Für die letztere Substanz gab er eine antiseptische Wirkung an.
Glauber gelang die Synthese verschiedener Metallchloride, zum Beispiel Antimontrichlorid, Zinntetrachlorid, Zinkchlorid und Arsen(III)-chlorid. Er kannte Chlorgas, von ihm hergestellt aus Braunstein und Salzsäure, und Chlorwasserstoffgas (aus Kochsalz und glühender Holzkohle und Kaliumchlorat). Ferner entdeckte und beschrieb er 1646 einen chemischen Garten. In diesem ersten Experiment brachte er Eisen(II)chlorid-Kristalle in eine Lösung von Kaliumsilikat (K2SiO3, Wasserglas) ein. Er kannte die Zusammensetzung von Salmiak aus Ammoniak und Salzsäure und wusste, dass Silberchlorid darin löslich ist.
Glaubers wissenschaftliche Schriften (er verfasste etwa 40 Bücher) sowie die Herstellung von chemischen und pharmazeutischen Produkten bescherten ihm großen geschäftlichen Erfolg und eine beachtliche fachliche Reputation. In einem Buch beschrieb er auch Möglichkeiten zum Wohlstand im durch den Dreißigjährigen Krieg zerstörten Deutschland (Des Teutschlands Wohlfarth, Amsterdam 1656), unter anderem mit Hilfe der Chemie. Glauber entwickelte neue verbesserte Öfen und wirksamere Destillationsanlagen, Rührwerke, Glastrichter und eingeschliffene Glasstöpsel für Säuren, Scheidegläser zum Trennen zweier Flüssigkeiten, Verschlüsse (aus Quecksilber) für sehr flüchtige Stoffe. Damit war er auch wichtig für die Entwicklung chemischer Laborgeräte, und seine Bücher verbreiteten die Kenntnis darüber.
Glauber wird auch als erster „industrieller Chemiker“ bezeichnet und als erster Chemiker, welcher von seinem Beruf leben konnte. Er arbeitete hier unter anderem an der Spiegelherstellung, farbigem Glas, Explosivstoffen, Beizen für die Färberei, Dünger, Malzextrakt und Herstellung von Essig, Wein und Bier.
Die Herstellung von Medikamenten war ein Schwerpunkt seiner Arbeit. Als Pharmazeut war er ein Anhänger der Iatrochemie bzw. Spagyrik in der Nachfolge von Paracelsus; er lehnte aber auch die traditionelle Pharmazie, die mit dem Namen Galens verbunden war, nicht ab und nahm so im damaligen Streit der beiden Schulen eine Mittelstellung ein und war bei beiden umstritten.

## Schriften (Auswahl)
- Dess Teutschlands Wohlfahrt (wichtigstes Werk), 6 Bde. 1656–1661
- Operis mineralis Oder Vieler künstlichen und nutzlichen metallischen Arbeiten Beschreibung, 3 Bde. 1651–1652
- Opera omnia (gesammelte Werke), 7 Tle. 1669
- De Auri Tinctura sive Auro Potabili Vero: Was solche sey/ vnnd wie dieselbe von einem falschen vnd Sophistischen Auro Potabili zu vnterscheiden vnd zu erkennen … wozu solche in Medicina könne gebraucht werden. Beschrieben vnd an Tag gegeben Durch Joh. Rud. Glauberum 1646
- Furni Novi Philosophici Oder Beschreibung einer New-erfundenen Distilir-Kunst: Auch was für Spiritus, Olea, Flores, und andere dergleichen Vegetabilische/ Animalische/ und Mineralische Medicamenten/ damit … können zugericht und bereytet werden, 2 Tle. 1646–1647; (Teil 1 Digitalisat und Volltext im Deutschen Textarchiv, Teil 3 Digitalisat und Volltext im Deutschen Textarchiv, Teil 4 Digitalisat und Volltext im Deutschen Textarchiv, Teil 5 Digitalisat und Volltext im Deutschen Textarchiv)
- Miraculum Mundi, oder Außführliche Beschreibung der wunderbaren Natur/ Art/ vnd Eigenschafft/ deß Großmächtigen Subiecti: Von den Alten Menstruum Vniversale oder Mercurius Philosophorum genandt. . - an Tag geben/ vnd jetzo auff das newe corrigiret vnd verbesert Durch Iohann Rudolph Glaubern, 7 Tle. 1653–1658
- Johann Rudolf Glauberi Apologia oder Verthaidigung gegen Christoff Farners Lügen und Ehrabschneidung, 2 Tle. 1655
- Zweyte Apologia, oder Ehrenrettung gegen Christoff Farnern, Speyerischen Thom-Stiffts Schaffnern zu Löchgaw, unmenschliche Lügen und Ehrabschneidung 1656
- Tractatus De Medicina Universali, Sive Auro Potabili Vero. Oder Außführliche Beschreibung einer wahren Universal Medicin: wie auch deroselben Wunderbahrlichen grossen Krafft und Wirckung. . - Der jetzigen blinden Welt … wolmeinend beschrieben und an Tag gegeben Durch Johan. Rudolph. Glauber, 2 Tle. 1657
- Johannis Rudolphi Glauberi Philosophi & Medici Celeberrimi Opera Chymica, Bücher vnd Schrifften/ so viel deren von ihme bißhero an Tag gegeben worden, 2 Tle. 1658–1659; (Teil 1 Digitalisat und Volltext im Deutschen Textarchiv, Teil 2 Digitalisat und Volltext im Deutschen Textarchiv)
- Tractatus de natura salium, 2 Tle. 1658–1659
- Tractatus de signatura salium, metallorum, et planetarum, sive fundamentalis institutio, evident. monstrans, quo pacto facillime non solum salium, metall., atque planetarum … supputari queant (1658)
  - Ausgabe von 1703: Digitalisierte Ausgabe der Universitäts- und Landesbibliothek Düsseldorf
- Opera chymica: Bücher und Schrifften, so viel deren von ihme bißhero an Tag gegeben worden; jetzo vom neuen übersehen und vermehret (gesammelte Schriften), 2 Tle. 1658–1659 - Digitalisierte Ausgabe
- Explicatio oder Außlegung über die Wohrten Salomonis: In herbis, verbis, et lapidibus, magna est virtus, 2 Tle. 1663–1664
- Libellus dialogorum, sive colloquia, nonnullorum Hermeticae medicinae, ac tincturae universalis 1663
- Novum lumen chimicum: oder e. new-erfundenen u.d. Weldt noch niemahlen bekand-gemachten hohen Secreti Offenbarung 1664
- Von den dreyen Anfangen der Metallen, alß Schwefel, Mercurio und Salz der Weisen 1666
- Tractatus de tribus principiis metallorum, videlicet sulphure, mercurio et sale philosophorum, quemadmodzum illa in medicina, alchymia aliisque artibus associatis utiliter adhiberi valeant 1667
- Glauberus Concentratus Oder Laboratorium Glauberianum: Darinn die Specification, vnd Taxation dehren Medicinalischen/ vnd Chymischen Arcanitäten begriffen; Sambt Aller dehren künstlichen Oefen vnd Instrumenten … Durch Den Authorem … obgedachter Raritäten … an tag gegeben 1668
- De Elia artista 1667
- De tribus lapidibus ignium secretorum: Oder von den drey Alleredelsten Gesteinen 1667
  - Digitalisierte Ausgabe von 1703
- De lapide animali 1669
- Libellus ignium: Oder Feuer-Buechlein, Darinnen von unterschiedlichen frembden und biß Dato noch gantz unbekandten Feuern gehandelt: Wozu sie dienen und was für unglaubliche Dinge und unaußsprechlicher Nutzen dem Menschlichen Geschlecht dadurch kommen und zu wegen gebracht werden koenne. Zu Gottes Ehre und Dienst deß Nechsten wolmeinend beschrieben und an Tag gegeben durch Joh. Rudoph. Glauberum 1663
  - Digitalisierte Ausgabe von 1703 der Universitäts- und Landesbibliothek Düsseldorf